# Фараоны в Библии
Фараоны в Библии упоминаются как с именем, так и без. Насчитывают не менее одиннадцати фараонов. Древнеегипетского царя величали «са-ра», то есть «сын солнца». Библейское слово фараон (ивр. פרעה‎, [паро]; в Септуагинте Фαραώ), согласно египтологу Лауту соответствует египетскому «пар-о» (per-’о), что означает «высокий дом» (ср. выражение «Высокая Порта» в применении к турецкому правительству).

## Три типа употребления слова
Слово «фараон» (ивр. פרעה‎; др.-греч. Фαραώ; в синодальном переводе «фараон, царь Египетский») в Библии имеет три типа употребления:
- 1) рядом с собственным именем египетского царя:
  - «Во дни его пошел фараон Нехао, царь Египетский, против царя Ассирийского на реку Евфрат.» (4Цар. 23:29);
  - «Так говорит Господь: вот, Я отдам фараона Вафрия, царя Египетского, в руки врагов его и в руки ищущих души его…» (Иер. 44:30),
- 2) иногда без него:
  - «Когда стали грешить сыны Израилевы пред Господом Богом своим, Который вывел их из земли Египетской, из-под руки фараона, царя Египетского, и стали чтить богов иных» (4Цар. 17:7);
  - «ты думаешь опереться на Египет, на эту трость надломленную, которая, если кто опрется на нее, войдет ему в руку и проколет ее. Таков фараон, царь Египетский, для всех уповающих на него» 18:21;
- 3) порой заменяет имя царя:
  - «И прогневался фараон на двух царедворцев своих, на главного виночерпия и на главного хлебодара» (Быт. 40:2);
  - «По прошествии двух лет фараону снилось…» (Быт. 41:1)
  - «И он построил фараону Пифом и Раамсес, города для запасов» (Исх. 1:11);
  - «После сего Моисей и Аарон пришли к фараону и сказали» (Исх. 5:1).

## Упоминаемые в Священном Писании фараоны

### Современник Авраама
1) фараон, современный Аврааму, мог быть из XV династии (Быт. 12:15—20). Он хотел взять себе в жену Сарру, жену Авраама.

### Современник Иосифа
2) Салитис (по-ханаанейски «властелин», שליט), фараон времён Иосифа, принадлежал по всей вероятности также к XV династии (Быт. 41:1, Деян. 7:9-10 и др.).

### Современники Моисея

#### Упоминаемый при рождении Моисея
3) фараон, упоминаемый при рождении Моисея (Исх. 1:11), быть может это Рамсес I или Сесострис гражданской истории.

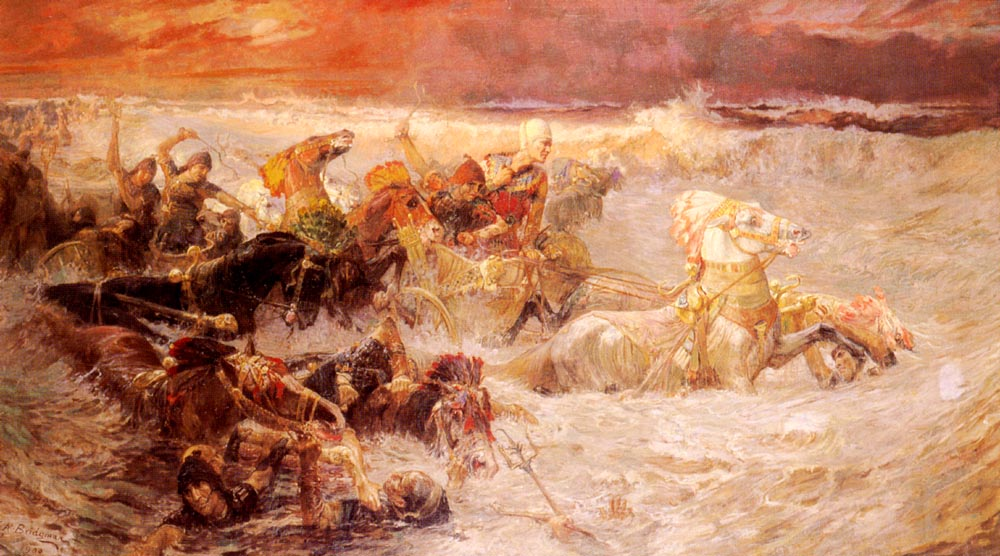
Фредерик Артур Бриджмен - Армию фараона поглотило Красное море (1900)

#### Фараон казней египетских
4) фараон, при котором происходили казни Египетские, и евреи вышли из Египта (Исх. 5:14), быть может — Аменофис (Аменхотеп II, XVIII династия). Этот фараон в наглом упорстве и ожесточении против Бога, говорил: «Кто такой Господь чтобы я послушался Его голоса и отпустил Израиля?» (Исх. 5:2), чем приготовил себе и всему своему войску гибель в волнах Чермного моря (Исх. 14:15). О нём упоминает и апостол Павел, в назидание всем ожесточённым грешникам (Рим. 9:17). Предположительно, Рамсес II (1279—1213 до н. э.) или его сын Мернептах (1212—1202 до н. э.).
См. также Фираун (фараон в Коране, утонул вместе со своим войском в водах Красного моря, препятствуя уходу пророка Мусы и его соплеменников из Египта).

### Современник Соломона
5) фараон Фуземен, тесть Соломона (3Цар. 3:1, 9:16).

### XXII (Ливийская) династия
6) фараон Шишак или Сусаким (отождествлятся более с Шешонком I, менее с Сиамоном), покровительствовавший Иеровоаму (3Цар. 11:40) и победивший Ровоама (2Пар. 12:2—9).
7) фараон Зарай («восход солнца») вторгнувшийся в Иудею с тысячью тысяч воинов и тремястами колесниц, но разбитый иудейским царём Асой (2Пар. 14:9—15).

### XXV (Эфиопская) династия
8) фараон Сигор или Со (отождествляется с Шабакой, с которым вступил в союз израильский царь Осия, против ассирийского царя Сеннахирима (4Цар. 17:4—7).
9) фараон Тиргак («И услышал он о Тиргаке, царе Ефиопском» 4Цар. 19:9; Ис. 37:9) — царь Ефиопский и Фиваидский, ходивший войной на ассирийского царя Сеннахирима и бывший современником царя Езекии.

### XXVI (Саисская) династия
10) фараон Нехао, завоевавший Газу во время своего похода против Навуходоносора (Иер. 47:1) и победивший царя Иосию при Мегиддо (4Цар. 23:29).
11) фараон Хофра (Априй; в русском переводе Вафрий), при котором Навуходоносор завоевал Египет (Иер. 44:30).